# 豊橋市立老津小学校
豊橋市立老津小学校（とよはししりつ おいつしょうがっこう）は、愛知県豊橋市老津町にある公立小学校。

## 校区
- 老津町の大部分が校区であり、公立中学校の進学先は豊橋市立章南中学校である。
- 旧・渥美郡老津村の小学校であった。

## 沿革
- 1873年（明治6年） - 第二大学区第十中学区十五番小学大津学校として開校。桂昌寺を仮校舎とする。
- 1876年（明治9年） - 第三十六番三十七番小学老津学校に改称する。
- 1878年（明治11年） - 北大津村、南大津村、森崎新田が合併し、老津村が発足。
- 1880年（明治13年） - 渥美郡第二十八番小学老津学校に改称する。
- 1886年（明治19年） - 大崎村の大崎学校に統合され、廃校。
- 1888年（明治21年）2月 - 老津村立老津尋常小学校として分離する。
- 1909年（明治42年） - 校舎を新築する。
- 1941年（昭和16年）4月1日 - 老津国民学校に改称する。
- 1947年（昭和22年）4月1日 - 老津村立老津小学校に改称する。
- 1955年（昭和30年）3月1日 - 老津村が豊橋市に編入される。同時に豊橋市立老津小学校に改称する。
- 1963年（昭和38年） - 新校舎（鉄筋コンクリート造）が完成する。
- 1964年（昭和39年） - 校舎を増築する。
- 1966年（昭和41年） - 校舎を増築する。
- 1967年（昭和42年） - 校舎を増築する。
- 1970年（昭和45年） - プールが完成する。校舎を増築する。
- 1971年（昭和46年） - 体育館が完成する。
- 1984年（昭和59年）4月 - 豊橋市立富士見小学校を分離する。

## 交通アクセス
- 豊橋鉄道渥美線老津駅下車、徒歩約7分。

## 周辺施設
- 豊橋市立家政高等専修学校
- 豊橋市立章南中学校　※隣接。旧・豊橋市立老津中学校。
- 老津神社
- 老津公園